# Resolutie 89 Veiligheidsraad Verenigde Naties
Resolutie 89 van de Veiligheidsraad van de Verenigde Naties was de laatste resolutie van de Veiligheidsraad in 1950. Negen leden keurden de resolutie goed, terwijl er geen enkel lid tegenstemde. Egypte en de Sovjet-Unie onthielden zich. De Veiligheidsraad stelde dat de problemen die zich stelden door de uitstroom van Palestijnse vluchtelingen uit Palestina een zaak waren voor de commissies die toezagen op de wapenstilstand.

## Achtergrond
In Palestina waren er na lange tijd van oorlog eindelijk wapenstilstanden bedongen tussen de verschillende partijen. Commissies onder toezicht van de Verenigde Naties moesten toezien op de naleving ervan. Als gevolg van de oorlog sloegen honderdduizenden Palestijnen op de vlucht. Als reactie hierop werden honderdduizenden Joden verdreven uit Arabische landen in het Midden-Oosten. Hierover sprak de VN zich niet uit.

## Inhoud
De Veiligheidsraad:
- Herinnert aan resolutie 73, waarin hij:
  - Tevreden was over de onderhandelde wapenstilstandsakkoorden.
  - Hoopte dat er snel een definitieve oplossing voor het conflict kon worden gevonden.
  - Vastlegde dat er op de wapenstilstandsakkoorden zou worden toegezien door verschillende wapenstilstandscommissies voorgezeten door een stafchef van de UNTSO of een afgevaardigde.
  - Vastlegde dat de partijen zelf de verantwoordelijkheid droegen voor het eerbiedigen van de wapenstilstand.
- Houdt rekening met de standpunten en gegevens van Egypte, Israël, Jordanië en de stafchef van de UNTSO.

1. Neemt akte van de vorming van het Speciaal Comité in verband met artikel VIII van de Israëlisch-Jordanische wapenstilstand en hoopt dat het haar functies snel kan opnemen.
2. Roept de partijen in het conflict op klachten te behandelen volgens de procedures in de wapenstilstandsakkoorden.
3. Vraagt de Egyptisch-Israëlische Gemengde Wapenstilstandscommissie dringend aandacht te schenken aan de Egyptische klacht over de uitdrijving van duizenden Arabische Palestijnen.
4. Roept beide partijen de bevinding van deze commissie in verband met de repatriëring van deze Arabieren ten uitvoer te brengen.
5. Geeft aan de UNTSO-stafchef toestemming OM Israël, Egypte en andere Arabische landen stappen aan te bevelen om de internationale mensenstromen te controleren.
6. Vraagt de betrokken overheden geen acties te ondernemen in verband met deze mensenstromen zonder overleg met de Gemengde Wapenstilstandscommissies.
7. Neemt nota van de verklaring van de Israëlische regering dat Israëlische troepen zich uit Bir Qattar zullen terugtrekken zoals beslist door het Speciaal Comité en dat Israël zijn troepen terug zal trekken tot de in de wapenstilstand overeengekomen posities.
8. Herinnert Egypte en Israël als VN-lidstaten aan hun verplichtingen in het Handvest van de Verenigde Naties, dringt er bij hen en Jordanië op aan om permanente vrede in Palestina te bewerkstelligen.
9. Vraagt de stafchef van de UNTSO om binnen negentig dagen rapporteren over de uitvoering van deze resolutie, en om regelmatig te rapporteren over de beslissingen die door de verschillende wapenstilstandscommissies worden genomen.

## Verwante resoluties
- Resolutie 72 Veiligheidsraad Verenigde Naties eerde het VN-personeel in Palestina.
- Resolutie 73 Veiligheidsraad Verenigde Naties verwelkomde de wapenstilstand en hoopte op een definitieve overeenkomst.
- Resolutie 92 Veiligheidsraad Verenigde Naties vroeg de gevechten te stoppen en de afspraken te respecteren.
- Resolutie 93 Veiligheidsraad Verenigde Naties riep Israël en Syrië opnieuw op zich aan de overeenkomst te houden.

Lijst ·  79 ·  80 ·  81 ·  82 ·  83 ·  84 ·  85 ·  86 ·  87 ·  88 ·  89